# Distretto di Penne
Il distretto di Penne, istituito nel 1806 e denominato distretto di Città Sant'Angelo tra il 1837 e il 1848, fu una delle suddivisioni amministrative del Regno delle Due Sicilie, subordinate alla provincia di Abruzzo Ulteriore Primo, soppressa nel 1860. Incorporava tutti i comuni dell'area Vestina.

## Istituzione e soppressione
Fu costituito nel 1806 con la legge 132 Sulla divisione ed amministrazione delle province del Regno, varata l'8 agosto di quell'anno da Giuseppe Bonaparte. Tra il 1837 e il 1848, il distretto ebbe per capoluogo Città Sant'Angelo. Successivamente, la città di Penne fu ripristinata quale capoluogo del distretto. Con l'occupazione garibaldina e annessione al Regno di Sardegna del 1860 l'ente fu soppresso.

## Suddivisione in circondari
Il distretto era suddiviso in successivi livelli amministrativi gerarchicamente dipendenti dal precedente. Al livello immediatamente successivo, infatti, individuiamo i circondari, che, a loro volta, erano costituiti dai comuni, l'unità di base della struttura politico-amministrativa dello Stato moderno. A questi ultimi facevano capo le ville, centri a carattere prevalentemente rurale senza autonomia comunale, assimilabili alle moderne frazioni. I circondari del distretto di Penne ammontavano a sette ed erano i seguenti:
- Circondario di Penne:
Penne (con le ville di Rocca Finandamo, Villa Degna), Farindola (con la villa di Villa Cupoli), Montebello
- Circondario di Città Sant'Angelo:
Città Sant'Angelo (con la villa di Cipresso), Castellammare, Elice, Montesilvano (con la villa di Cappelle)
- Circondario di Bisenti:
Bisenti (con le ville di Appignano fino al 1833, Colle e Castagna fino al 1831), Bacucco, Basciano (con le ville di Villa Barnabeo, Villa del Colle, Villafrio, Villaginestra, Villa Guidotti, Villamaroni, Villa Petronilla, Villa San Marano, Villa Sant'Agostino, Villa Santa Maria), Castagna (dal 1831, con le ville di Villa Castagna Vecchia, Villa Ronzano, Villa Salsa), Castiglione Messer Raimondo (con la villa di Appignano dal 1833), Cermignano (con le ville di Montegualtieri, Villa Poggio delle Rose), Penna Sant'Andrea (con la villa di Villa Caposano)
- Circondario di Loreto:
Loreto, Collecorvino (con la villa di Barbata), Moscufo, Picciano (con le ville di Piccianello, Villa Colletti, Villa dei Colli, Villa Pagliari)
- Circondario di Pianella:
Pianella (con le ville di Castellana, Cerratina), Cepagatti (con le ville di Valle Mare, Villanova), Rosciano (con le ville di Villa Badessa, Villa Oliveto, Villa San Giovanni), Spoltore (con le ville di Caprara, Villa Santa Maria)
- Circondario di Catignano:
Catignano, Brittoli, Carpineto, Civitaquana, Civitella Casanova (con le ville di Celiera, Vestea), Cugnoli, Nocciano, Vicoli
- Circondario di Torre de' Passeri:
Torre de' Passeri, Alanno, Castiglione alla Pescara, Pescosansonesco (con la villa di Corvara), Pietranico